# 木の葉化石園
木の葉化石園（このはかせきえん）は、栃木県那須塩原市に所在する民間の化石博物館である。1905年（明治38年）に開園し、古代の塩原化石湖の湖底に堆積した泥岩層の植物化石を展示している。

## 木の葉石

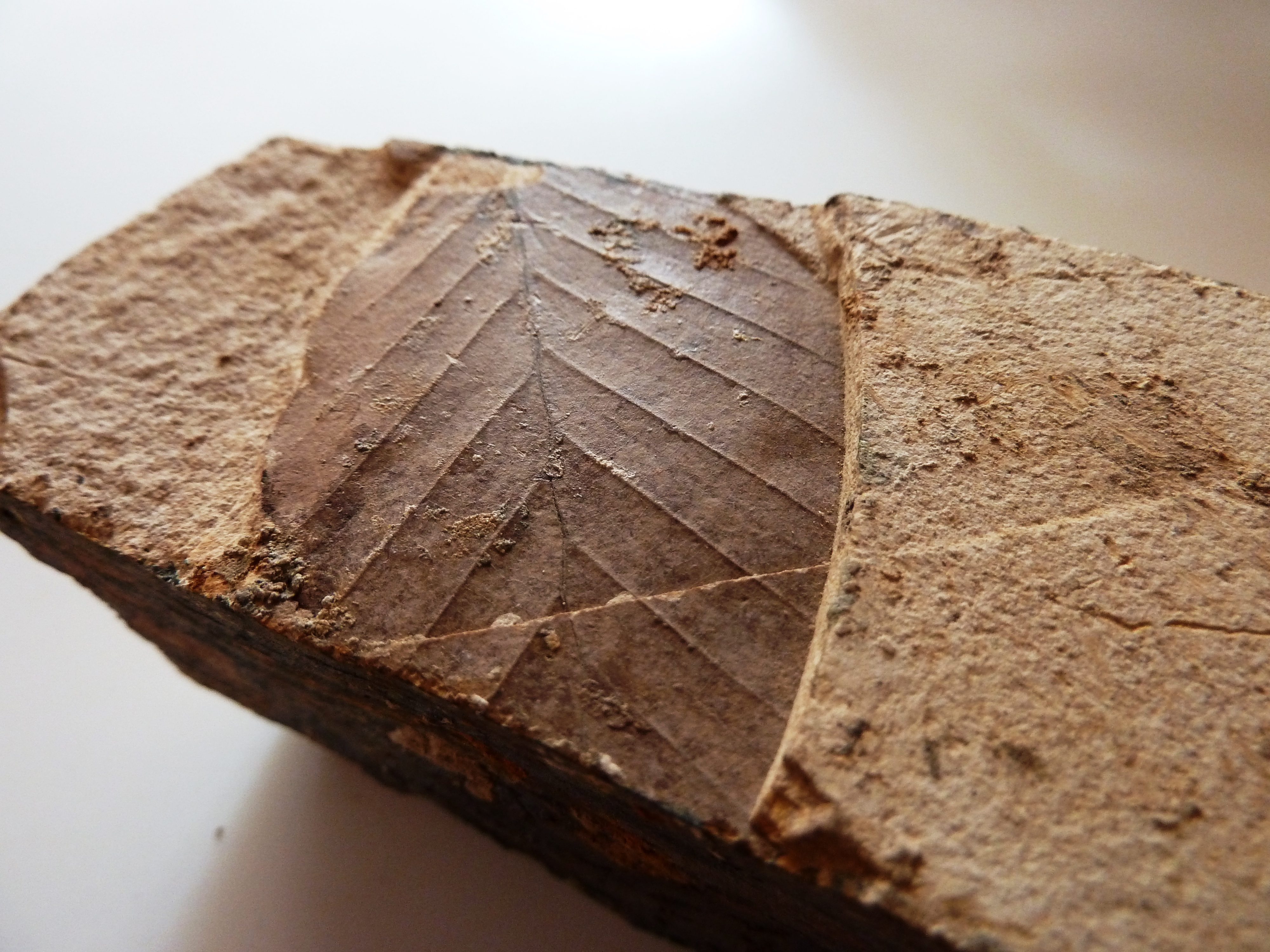
塩原湖成層で採集された木の葉石

約30万年前の新生代第四紀の地殻変動で形成された東西約6km、南北約2kmの塩原化石湖の湖盆に高原山の火山灰や溶岩流が堆積した泥岩層から出土した植物の化石を、木の葉石と称する。初めて科学的な研究を行ったのはスウェーデンの地質学・古植物学者のアルフレッド・ナトホルストで、1888年（明治21年）の報告書ではブナやカエデなど15種類が記載された。1931年から1940年にかけて遠藤誠道による詳細な研究で115種が同定され、さらに1940年に小泉源一により新たに14種が同定された。多くは双子葉植物で、カバノキ属、シデ、シイやカエデなどがみられ、イヌブナが最も多かった。ほかにオノオレカンバ、ミズナラ、クリ、水草のマツモやフサモなどが見つかっている。植生から、当時の気候は現在より若干寒冷で、中禅寺湖畔や北海道中南部に類似していたと推測される。植物以外ではウグイなどの淡水魚、カエル、トンボ・カメムシ・ハチ・クモなどの化石も出土している。化石の状態は良好で、細かな葉脈やネズミの体毛、肉眼では確認できない花粉や植物プランクトンも発見された。
化石を含む泥岩層は厚さ約15m、幅約20m、奥行約100mにわたり分布する。塩原化石湖の湖面は海抜500～600mほどと推測され、海抜558mの木の葉化石園は当時の湖水の中心部に相当すると考えられる。

## 博物館
木の葉化石園の開園は1905年で、日本博物館協会および全国科学博物館協議会の会員となっている。入口の橋を渡ると庭園があり、その先に展示館と、塩原湖成層の露頭が広がる。展示館では、塩原の地で採掘された化石約220種のほか、日本国内・国外の化石や鉱物約400点を展示しているが、これらのいくつかは木の葉石と交換で取得したものである。良好な状態で採集された木の葉石は、こうして日本国外にも知られるようになった。園内の化石層は下部更新世の塩原層群と呼ばれる地層で、高さ約20m、厚さ3～5cmの層理が重なる。昭和時代の写真では、地層の頂部に「コノハ石」の大きな文字が設置されていたことが見て取れる。ミュージアムショップでは化石の販売のほか、原石を割って化石を探す体験もできる。
化石の採掘は開園時からおこなわれているが、標本はそれぞれの研究者の所属する大学に分散保存され、必ずしも常に閲覧できる状態にはなっていなかった。地質標本館に所属する尾上亨は1989年に、木の葉化石園に収蔵されている標本、および地質標本館に寄贈された標本を整理し、系統的な収蔵・展示を行えるようにした。栃木県内の小学生の多くが校外学習などで訪れるほか、地学教育の実習支援を目的として、木の葉石の原石の試料を各地の教育機関に販売する取り組みも行っている。

## 周辺
塩原温泉郷の古町温泉や門前温泉地区から箒川に沿ったやや上流の中塩原地区、左岸に支流のシラン沢とツル沢が合流する地点の北側に位置する。箒川の右岸には、源氏の落人の伝説で知られる鍾乳洞「源三窟」がある。

## 交通アクセス
塩原街道から県道266号に入り八幡橋で箒川を渡った先にあり、公共交通機関では野岩鉄道上三依塩原温泉口駅から那須塩原市営バス（ゆ～バス）で木の葉化石園入口停留所下車。JR宇都宮線西那須野駅、東北新幹線那須塩原駅からは塩原温泉バスターミナルまでJRバス関東に乗車し、バスターミナルでゆ～バスに乗り換え、または箒川沿いの散策路を歩いて1.7Kmほど。冬季を除いて、観光トテ馬車で訪れることもできる。